# Mike Schifferle
Mike Schifferle (* 21. Juli 1973 in Luzern) ist ein ehemaliger Schweizer Triathlet. 

## Werdegang
Mike Schifferle startete 1998 bei seinem ersten Triathlon und 2001 beendete er seinen ersten Ironman (3,86 km Schwimmen, 180,2 km Radfahren und 42,195 km Laufen).

### Profi-Triathlet seit 2010
Er startete seit 2010 als Profi-Athlet und im Triathlon vor allem bei Wettbewerben auf der Langdistanz. Im Juni 2012 wurde er mit persönlicher Bestzeit auf der Ironman-Distanz Dritter beim Ironman Regensburg.
Schifferle konnte sich zehn Mal für einen Startplatz beim Ironman Hawaii. Seine beste Platzierung erzielte er 2013 mit dem 30. Platz.
Im Juni 2017 wurde er Neunter beim Ironman Boulder. Bei den Ironman European Championships in Frankfurt am Main belegte der damals 44-Jährige im Juli 2017 als zweitbester Schweizer den 25. Platz. Bei der Erstaustragung des Ironman Hamburg belegte er im August den sechsten Rang. Der Polizist bei der Kantonspolizei Luzern lebt in Ballwil.

## Sportliche Erfolge
| Datum/Jahr    | Platz | Wettbewerb               | Austragungsort  | Zeit     | Bemerkung              |
| ------------- | ----- | ------------------------ | --------------- | -------- | ---------------------- |
| 30. Okt. 2010 | 14    | Ironman 70.3 Miami       | Miami           | 04:24:29 | bei der Erstaustragung |
| 1. Juni 2008  |       | Ironman 70.3 Switzerland | Rapperswil-Jona | 04:45:14 |                        |

| Datum/Jahr    | Platz | Wettbewerb                 | Austragungsort    | Zeit     | Bemerkung                                         |
| ------------- | ----- | -------------------------- | ----------------- | -------- | ------------------------------------------------- |
| 9. Okt. 2024  | 103   | Ironman Hawaii             | Hawaii            | 08:58:35 | Sieger AK50-54, 11. Teilnahme auf Hawaii          |
| 9. Okt. 2022  | 326   | Ironman Hawaii             | Hawaii            | 09:38:26 |                                                   |
| 12. Okt. 2019 | 87    | Ironman Hawaii             | Hawaii            | 09:06:49 |                                                   |
| 13. Aug. 2017 | 6     | Ironman Hamburg            | Hamburg           | 08:54:09 | bei der Erstaustragung                            |
| 9. Juli 2017  | 25    | Ironman Germany            | Frankfurt am Main | 08:59:50 | Ironman European Championships                    |
| 11. Juni 2017 | 9     | Ironman Boulder            | Boulder           | 09:09:32 |                                                   |
| 28. Aug. 2016 | 18    | Ironman Vichy              | Vichy             | 08:56:27 |                                                   |
| 24. Juli 2016 | 9     | Ironman Switzerland        | Zürich            | 08:50:28 |                                                   |
| 27. Sep. 2015 | 15    | Ironman Chattanooga        | Chattanooga       | 08:38:20 |                                                   |
| 13. Sep. 2015 | 7     | Ironman Wales              | Tenby             |          |                                                   |
| 30. Aug. 2015 | 5     | Ironman Vichy              | Vichy             | 08:40:16 | bei der Erstaustragung                            |
| 23. Aug. 2015 | 4     | Ironman Copenhagen         | Kopenhagen        | 08:27:57 | mit persönlicher Bestzeit auf der Ironman-Distanz |
| 2. Aug. 2015  | 9     | Ironman Maastricht-Limburg | Maastricht        | 09:04:03 | bei der Erstaustragung                            |
| 12. Apr. 2015 | 9     | Ironman Taiwan             | Kenting           | 08:50:43 | bei der Erstaustragung                            |
| 27. Sep. 2014 | 17    | Ironman Mallorca           | Alcúdia           | 09:02:48 | bei der Erstaustragung auf Mallorca               |
| 17. Mai 2014  | 21    | Ironman Lanzarote          | Puerto del Carmen | 09:28:33 |                                                   |
| 30. März 2014 | 10    | Ironman Los Cabos          | Los Cabos         | 09:06:18 |                                                   |
| 12. Okt. 2013 | 30    | Ironman Hawaii             | Hawaii            | 09:01:52 |                                                   |
| 30. Juni 2013 | 15    | Ironman Austria            | Klagenfurt        | 08:37:18 |                                                   |
| 18. Mai 2013  | 10    | Ironman Texas              | The Woodlands     | 08:56:06 |                                                   |
| 11. Aug. 2012 | 12    | Ironman New York           | New York City     | 08:45:02 |                                                   |
| 15. Juli 2012 | 6     | Ironman Switzerland        | Zürich            | 08:50:16 |                                                   |
| 8. Juli 2012  | 13    | Ironman Germany            | Frankfurt am Main | 08:45:12 | Ironman European Championship                     |
| 17. Juni 2012 | 3     | Ironman Regensburg         | Regensburg        | 08:36:53 |                                                   |
| 19. Mai 2012  | 12    | Ironman Texas              | The Woodlands     | 08:51:57 |                                                   |
| 20. Nov. 2011 | 20    | Ironman Arizona            | Tempe             | 08:41:48 |                                                   |
| 11. Sep. 2011 | 8     | Ironman Wales              | Pembrokeshire     | 09:23:54 |                                                   |
| 10. Juli 2011 | 8     | Ironman Switzerland        | Zürich            | 08:53:57 |                                                   |
| 29. Mai 2011  | 10    | Ironman Brasil             | Florianópolis     | 08:54:57 |                                                   |
| 21. Nov. 2010 | 11    | Ironman Arizona            | Tempe             | 08:47:53 |                                                   |
| 12. Sep. 2010 | 8     | Ironman Wisconsin          | Madison           |          | [ 2 ]                                             |
| 1. Aug. 2010  | 10    | Ironman Regensburg         | Regensburg        | 08:49:42 |                                                   |
| 14. März 2010 | 5     | Ironman China              | Haikou            | 09:30:16 |                                                   |
| 10. Okt. 2009 | 39    | Ironman Hawaii             | Hawaii            | 09:08:49 |                                                   |
| 19. Apr. 2009 | 3     | Ironman China              | Haikou            | 09:28:49 | als schnellster Amateur                           |
| 1. Okt. 2008  | 73    | Ironman Hawaii             | Hawaii            | 09:21:14 |                                                   |
| 13. Juli 2008 | 30    | Ironman Austria            | Klagenfurt        | 08:56:20 |                                                   |

| Datum/Jahr    | Platz | Wettbewerb        | Austragungsort  | Zeit     | Bemerkung |
| ------------- | ----- | ----------------- | --------------- | -------- | --- |
| 21. Aug. 2010 | 4     | Inferno Triathlon | Berner Oberland | 09:28:32 | 3,1 km Schwimmen; 97 km Road Bike, Steigung 2.145 m; 30 km Mountain Bike, Steigung 1.180 m; 25 km Berglauf, Steigung 2.175 m |
| 22. Aug. 2009 | 3     | Inferno Triathlon | Berner Oberland | 09:12:00 | |

(DNF – Did Not Finish)